# San Giuliano Milanese
San Giuliano Milanese és un municipi italià, situat a la regió de Llombardia i a la ciutat metropolitana de Milà. L'any 2004 tenia 33.561 habitants.